# Urie le Hittite
אוריה החתי
Urie le Hittite ou Ourias le Hittite (hébreu : אוריה החתי) est un personnage biblique qui apparaît dans le Deuxième livre de Samuel. Il est officier de l'armée du roi David, et époux de Bethsabée.

## Récit biblique
David ordonne que l'on mette Urie en première ligne de la bataille de Rabba contre les Moabites afin qu'il meure, parce que David convoitait la femme d'Urie qui tomba enceinte : « Mettez Urie en première ligne au plus fort de la bataille, puis reculez derrière lui, qu'il soit frappé et qu'il meure. » (2Sa 11. 1-26)
Il était de la minorité ethnique hittite qui résidait en Israël qui avait été dans la région (appelée auparavant le Pays de Canaan) depuis la chute du royaume hittite lors des siècles précédents, avant l'établissement de la nation d'Israël. Malgré le commandement divin d'extermination des habitants d'origine, certains furent dispersés (Josué 15:63, 16:10, Juges 1:21), et ceux qui embrassèrent la religion israélite furent acceptés comme israélites, comme le fit probablement Urie, en raison de son nom (qui signifie en hébreu « Dieu est ma lumière ») et le fait qu'il ait été l'un des hommes forts de David et un officier dans son armée.[réf. nécessaire]
Urie était l'un des hommes influents du roi, un membre du groupe des puissants guerriers de David (en) au nombre de trente-sept (étendu ensuite à environ quatre-vingt). Bien que les listes de ces hommes (2 Samuel 23:8-39 & 1 Chroniques 11:10-47) aient été déterminées après que David fut fait roi, il est probable que beaucoup d'entre eux aient été de fidèles serviteurs qui restèrent avec lui lorsqu'il fuyait le roi Saül.[réf. nécessaire] À tout le moins, ils combattaient côte à côte avec lui. La proximité d'Urie par rapport à David est illustrée par sa proximité dans la vie au palais, et sa position comme l'un des hommes puissants explique pourquoi il était en première ligne lorsque David mit en œuvre sa machination.

### Prophétie de Nathan
Le prophète Nathan reprocha peu après à David son meurtre, d'abord en lui racontant l'histoire d'un homme riche et d'un homme pauvre : l'homme riche avait beaucoup de moutons, tandis que l'homme pauvre n'avait qu'une agnelle, dont il prenait grand soin. Un voyageur s'approcha de l'homme riche pour lui demander de la nourriture ; alors l'homme riche prit l'agnelle du pauvre et l'apprêta pour le voyageur.
En entendant cette histoire, David se mit en colère et répondit : 
« Par la vie de Yahvé, il mérite la mort l'homme qui a fait cela ! Pour l'agnelle il donnera compensation au quadruple pour avoir commis cette action et n'avoir pas eu de pitié. »
Nathan répondit : « Cet homme, c'est toi ! Ainsi parle Yahvé, Dieu d'Israël : ‘Je t'ai oint comme roi d'Israël, je t'ai délivré de la main de Saül, je t'ai donné la maison de ton maître, j'ai mis dans tes bras les femmes de ton maître, je t'ai donné la maison d'Israël et de Juda, et si c'est trop peu, j'ajouterai pour toi n'importe quoi. Pourquoi as-tu méprisé Yahvé et fait ce qui lui déplaît ? Tu as frappé par l'épée Urie le Hittite, sa femme tu l'as prise pour ta femme, lui tu l'as fait périr par l'épée des Ammonites. Maintenant l'épée ne se détournera plus jamais de ta maison, parce que tu m'as méprisé et que tu as pris la femme d'Urie le Hittite pour qu'elle devienne ta femme.’ » (2S 12,7-10)
Ensuite Nathan informe David que l'enfant conçu avec Bethsabée doit mourir. En effet, leur premier fils mourut après sept jours. David et Bethsabée conçurent ensuite Salomon.
Cette histoire existe bien dans la Bible, mais ce n'est pas ce qu'on appelle "la prophétie de Nathan". Celle-ci se trouve en 2 Samuel 7 et le Seigneur promet à David (par l'intermédiaire de Nathan) de lui "faire une maison", c'est-à-dire de lui donner une descendance. "Devant toi, ta maison et ta royauté seront à jamais stables, ton trône à jamais affermi". C'est le texte fondateur de l'attente messianique.

## Textes mentionnant Urie le Hittite
- 2S 11,1-26
- 2S 11,41
- 2S 12,9-10
- 2S 23,8
- 2S 23,39
- 1R 15,5
- 1Ch 11,41